# A Emergência
A Emergência (em irlandês:  Ré na Práinne / An Éigeandáil; em inglês: The Emergency) foi um eufemismo utilizado pelo governo da Irlanda para descrever a situação de sua nação no período da Segunda Guerra Mundial. Qualquer referência à guerra foi evitada e a Irlanda manteve publicamente um papel estritamente neutra durante a guerra. Isto por causa das tensões políticas e nacionalistas na Irlanda nesse tempo, em particular no seguimento da Guerra Anglo-Irlandesa e da Guerra Civil Irlandesa.
Durante este tempo, a Abwehr manteve contacto com elementos do exército republicano irlandês (I.R.A.), que foram posteriormente presos no Curragh. Eamon de Valera foi o Taoiseach durante este período e introduziu os decretos "Emergency Powers Acts" e "Offences Against the State Acts" para combater o I.R.A. e outros perigos.